# Super Mama Djombo
Super Mama Djombo is een band uit Guinee-Bissau die in Guinee-Bissau Creools zingt. 
De naam van de band verwijst naar Mama Djombo, de naam van een geest die door veel vrijheidsstrijders werd aangeroepen voor bescherming tijdens de Onafhankelijkheidsoorlog in Guinee-Bissau. 

## Geschiedenis
De band werd gevormd in het midden van de jaren 1960, in een padvinderskamp, toen de leden nog maar kinderen waren (de jongste was zes jaar oud). 
In 1974 trad de politiek bewuste bandleider Adriano Atchutchi toe. De groep werd enorm populair in het jonge land, dat in hetzelfde jaar onafhankelijk werd. Ze speelden vaak tijdens de openbare toespraken van president Luis Cabral en hun concerten werden live op de radio uitgezonden. 
Begin 1980 gingen ze naar Lissabon en namen zes uur materiaal op. Het eerste album, Na cambança, werd in hetzelfde jaar uitgebracht en het nummer Pamparida, dat gebaseerd was op een kinderlied, werd een grote hit in heel West-Afrika. In 1980 werd Cabral omvergeworpen en het nieuwe regime onder João Bernardo Vieira steunde de band niet langer. Ze hadden minder mogelijkheden om op te treden en gingen uit elkaar in 1986. 
De soundtrack van de film Udju Azul di Yonta (De blauwe ogen van Yonta) (1993) van de Guineebissause regisseur Flora Gomes werd echter opgenomen door Adriano Atchutchi en andere leden van de originele band onder de naam Super Mama Djombo. 
In de 21e eeuw heeft de band, met nieuwe leden, weer opgetreden.

## Optredens buiten Guinee-Bissau (onvolledig)
- Cuba, 11e Jeugd Festival Havana, 1978;
- Senegal[3]
- IJsland; 2008, 2010;
- Europese landen, waaronder Afrika Festival in Hertme[4], Nederland en Lissabon, Portugal; 2012. De band omvatte een aantal van de originele leden, drummer Zé Manel, gitarist Miguelinho N'Simba, percussionist Armando Vaz Pereira en Djon Motta, samen met nieuwe leden zoals solo-gitarist Fernando Correia van de band Freaky Sound.

## Discografie
| Titel                                        | Type           | Label                    | Referentie            | Jaar van verschijnen |
| -------------------------------------------- | -------------- | ------------------------ | --------------------- | -------------------- |
| Albums                                       |                |                          |                       |                      |
| Na Cambança                                  | LP, Album      | Cobiana                  | SMD 001               | 1978                 |
| Festival                                     | LP, Album      | Cobiana                  | SMD 002               | 1980                 |
| Mandjuana                                    | LP, Album      | Cobiana                  | SMD 004, 90 20197 008 | 1983                 |
| Sol Maior Para Comandante                    | LP, Album, Gat | Cobiana                  | SMD 003               | 1983                 |
| À Memória De N'Famara Mané                   | LP, Album      | Cobiana                  | SMD 005               | 1983                 |
| Les Yeux Bleus De Yonta = Udju Azul Di Yonta | CD, Album      | Cobalt                   | 09277-2               | 1996                 |
| Os Olhos Azuis De Yonta                      | CD, Album      | Vidisco                  | 11.81.1462            | 1996                 |
| Na Cambança                                  | CD, Album      | Teca Balafon Productions | 001/99                | 1999                 |
| Tradicionalmente Djombo                      | CD, Album      | maxi music               | MM 009.02             | 2002                 |
| Ar Puro                                      | CD, Album      | Smekkleysa               | SM148CD               | 2008                 |
| Festival                                     | LP, Album      | Kindred Spirits          | KSRE13N LP            | 2013                 |
| Festival                                     | LP, Album      | Kindred Spirits          | KSRE 13 LP            | 2013                 |
| Super Mama Djombo                            | LP, Album, CD  | New Dawn                 | ND 001                | 2015                 |
| Na Cambança                                  | LP, Album      | Mar & Sol                | MSR004                | 2019                 |
| Verzamelalbums                               |                |                          |                       |                      |
| Super Mama Djombo                            | CD             | Cobiana Records          | COB-02                | 2003                 |
| Best Of Super Mama Djombo                    | CD             | Grounded Music           | CDGR011               | 2012                 |